# Lijst van intergouvernementele organisaties waarvan Nederland lid is
Hieronder volgt een lijst van intergouvernementele organisaties waarvan Nederland lid is.
Als relatief klein land probeert het Koninkrijk der Nederlanden over het algemeen zijn belangen in het buitenlandbeleid op gelijk niveau te krijgen met de belangen van multilaterale organisaties. 
Nederland is een actieve deelnemer aan de Verenigde Naties en andere multilaterale organisaties zoals de Organisatie voor Veiligheid en Samenwerking in Europa, de Organisatie voor Economische Samenwerking en Ontwikkeling OESO, Wereldhandelsorganisatie WTO en het Internationaal Monetair Fonds IMF.
Nederland was een van de eerste landen dat de Europese integratie startte door oprichting van de Benelux in 1944 en de Europese Gemeenschap voor Kolen en Staal in 1952. Nederland deed  sinds 1958, van het begin af, mee aan de Europese Economische Gemeenschap en na het Verdrag van Maastricht aan de Europese Unie.  
In 1980 stichtte Nederland samen met België de Nederlandse Taalunie.
Omdat Nederland een klein land is, dat een geschiedenis van neutraliteit heeft, werd het land een gastland voor twee belangrijke internationale verdragen: het Verdrag van Maastricht en het Verdrag van Amsterdam werden beide in Nederland gesloten. In Den Haag zijn de zetels van het Internationale Gerechtshof, het Internationale Strafhof, het Joegoslaviëtribunaal en het Iran-Verenigde Staten Claims Tribunaal gevestigd.
De defensie van Nederland neemt deel aan internationale militaire vredesmissies.
Nederland deed in 1999 aan de introductie van de euro mee.

## Organisaties

Aruba

Curaçao

Nederland

Sint Maarten

Het Koninkrijk der Nederlanden neemt namens Aruba, Curaçao, Nederland of Sint Maarten deel in de volgende internationale organisaties:
De lijst biedt mogelijk geen compleet overzicht.
- Afrikaanse Ontwikkelingsbank AfDB
- Agentschap van Multilaterale Investeringsgaranties MIGA
- Asian Development Bank AsDB
- Australiëgroep
- Bank voor Internationale Betalingen BIB
- Benelux
- Bureau international des poids et mesures (BIPM) (‘Internationaal bureau voor gewichten en maten’)
- CERN
- CE-markering CE
- Club van Parijs
- Commissie van Nucleaire Exporteurs NEC/ZC
- Economische en Monetaire Unie EMU
- European Civil Aviation Conference ECAC
- Europese Associatie voor Palliatieve Zorg EAPC
- Europese Bank voor Wederopbouw en Ontwikkeling EBRD
- Europese Investeringsbank EIB
- Europese Ruimtevaartorganisatie ESA
- Europese Unie EU
- G-10
- Groep van Nucleaire Leveranciers NSG
- Interamerikaanse Ontwikkelingsbank IADB
- Internationaal Atoomenergieagentschap IAEA
- Internationale Arbeidsorganisatie ILO
- Internationale Bank voor Wederopbouw en Ontwikkeling IBRD
- Internationale Burgerluchtvaartorganisatie ICAO
- Internationale Coöperatie voor Financiën IFC
- Internationale Coöperatie voor Schone Steenkool Technologie ICCt
- Internationale Ontwikkelingsassociatie IDA
- Internationaal Energieagentschap IEA
- Internationaal Fonds voor Landbouwontwikkeling IFAD
- Internationaal Monetair Fonds IMF
- Internationaal Olympisch Comité IOC
- Internationaal Strafhof ICC/CPI
- Internationaal Vakverbond ITUC
- Internationale Federatie van Rode Kruis- en Rode Halve Maanverenigingen IFRCS
- Internationale Hydrografische Organisatie IHO
- Internationale Kamer van Koophandel ICC
- Internationale Maritieme Organisatie IMO
- Internationale Organisatie voor Migratie IOM
- Internationale Organisatie voor Standaardisatie ISO
- Internationale Telecommunicatie-unie ITU
- Interpol
- Nationale Onderwijsassociatie NEA
- Nederlandse Taalunie NTU
- Noord-Atlantische Verdragsorganisatie NAVO
- Organisatie voor Economische Samenwerking en Ontwikkeling OESO
- Organisatie voor het Verbod op Chemische Wapens OPCW
- Organisatie voor Veiligheid en Samenwerking in Europa OSCE
- Permanent Hof van Arbitrage PCA
- Raad van Europa RvE
- Voedsel- en Landbouworganisatie FAO
- Wereldhandelsorganisatie WTO

### Verenigde Naties
Nederland is deelnemer in de volgende commissies van de Verenigde Naties:
- Economische en Sociale Commissie van de Verenigde Naties voor Azië en de Stille Oceaan UNESCAP
- Economische Commissie voor Latijns-Amerika en de Caraïben ECLAC CEPAL
- Economische commissie voor Europa van de Verenigde Naties UNECE
- Hoog Commissariaat voor de Vluchtelingen UNHCR
- United Nations Conference on Trade and Development UNCTAD
- United Nations Industrial Development Organization UNIDO
- United Nations Institute for Training and Research UNITAR
- Universiteit van de Verenigde Naties UNU
- VN-interim Administratie in Kosovo UNMIK
- VN-missie in Bosnië-Herzegovina UNMIBH
- VN-missie in Ethiopië en Eritrea UNMEE
- VN-organisatie voor Onderwijs, Wetenschap en Cultuur UNESCO
- VN-organisatie voor Toezicht op het Bestand in Palestina UNTSO
- Vredesmacht van de VN op Cyprus UNFICYP
- Wereld Meteorologische Organisatie WMO
- Werelddouaneorganisatie WCO
- Wereldgezondheidsorganisatie WHO
- Wereldorganisatie voor de Intellectuele Eigendom WIPO
- Wereldpostunie UPU]
- World Tourism Organization UNWTO

### Waarnemend lid
- Arctische Raad
- Caribische Gemeenschap CARICOM
- Oostzeeraad CBSS
- Organisatie van Amerikaanse Staten OAS

### Opgeheven Organisaties
- Internationaal Verbond van Vrije Vakverenigingen IVVV
- Internationale Organisatie voor Maritieme Satellieten Inmarsat
- Internationale Organisatie voor Telecommunicatiesatellieten INTELSAT
- VN-operatie in Burundi ONUB
- Wereldverbond van de Arbeid WVA
- West-Europese Unie WEU

## Websites
- (en)  CIA. Europe :: Netherlands, 12 juli 2018. The World Factbook
- (en)  The Netherlands